# Hagaste
Koordinaten: 58° 55′ N, 22° 58′ O
Hagaste (deutsch Hagane) ist ein Dorf (estnisch küla) in der Landgemeinde Hiiumaa (bis 2017: Landgemeinde Pühalepa). Es liegt auf der zweitgrößten estnischen Insel Hiiumaa (deutsch Dagö), direkt an der Ostseeküste. Von Hagaste aus eröffnet sich ein weiter Blick über den Archipel Väinameri.

## Beschreibung
Der Ort liegt 15 Kilometer südöstlich der Inselhauptstadt Kärdla (Kertel).
Hagaste hat heute zehn Einwohner (Stand 31. Dezember 2011). Die Fläche des Dorfes beträgt 2,9 Quadratkilometer.
Sehenswert sind die historische Windmühle von Hagaste und das nebenstehende alte Speicherhaus.